# Rallye du Rouergue
Le Rallye du Rouergue, dont l'appellation officielle est Rallye Aveyron Rouergue Occitanie, après avoir été Rallye Aveyron Rouergue - Midi Pyrénées, est un rallye automobile se déroulant autour de Rodez, dans le département de l'Aveyron, en France.

## Histoire
Le rallye est fondé en 1974 sous le nom de Critérium Rouergat par Daniel Wachoru et ses associés au sein de l'ASA Route d'Argent. L'ASA Route d'Argent est la structure qui a chapeauté le rallye jusqu'à ce que l'ASA Rouergue soit créée en 2009.
Le rallye compte pour le championnat de France des rallyes depuis 1982. Cette année-là, il prend le nom de Rallye du Rouergue. 
Il a aussi compté pour le Championnat d'Europe des rallyes durant les années 1990, jusqu'en 1998.
Le rallye du Rouergue a été dirigé pendant 32 ans par Daniel Wachoru, jusqu'à son décès en 2014,. Les autres membres de longue date de l'organisation du rallye, Jean Castex, Jean Claude Maffre et Christian Malphettes sont décédés peu avant Daniel Wachoru. Claudette Bessaou, secrétaire emblématique, est décédée en 2018. 
Philippe Bugalski a remporté le rallye à cinq reprises. Didier Auriol, Cédric Robert et Jean-Marie Cuoq l'ont gagné à trois reprises.

## Caractéristiques
Le rallye possède quelques passages renommés, comme la traversée du village de Moyrazes, avec deux épingles spectaculaires.

## Palmarès

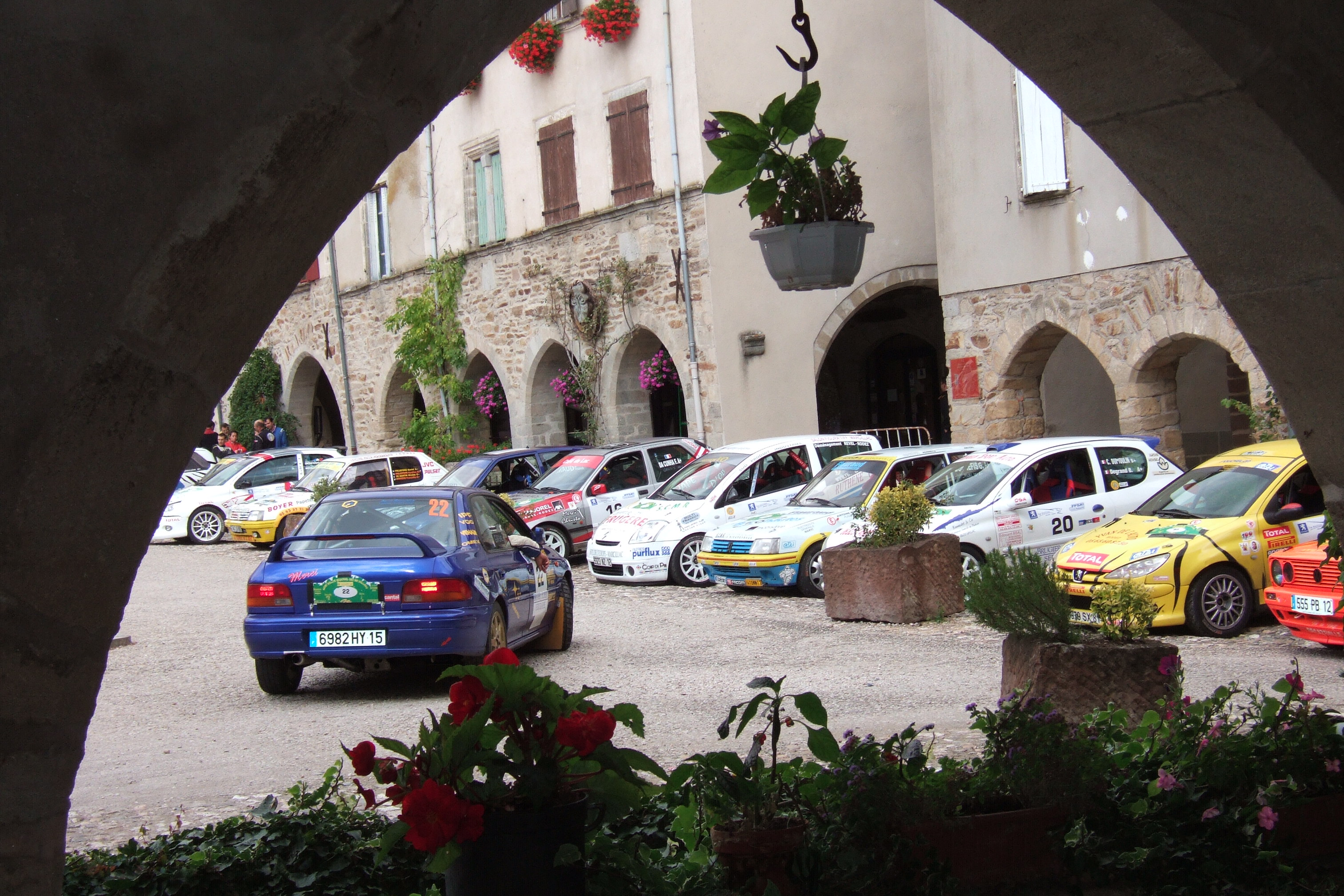
Sauveterre-de-Rouergue.

| Année | Pilote                                             | Copilote                                           | Voiture                                            |
| ----- | -------------------------------------------------- | -------------------------------------------------- | -------------------------------------------------- |
| 2000  | Philippe Bugalski                                  | Jean-Paul Chiaroni                                 | Citroën Xsara T4                                   |
| 2001  | Jean-Marie Cuoq                                    | Laurent Magat                                      | Peugeot 306 Maxi                                   |
| 2002  | Cédric Robert                                      | Gérald Bedon                                       | Peugeot 206 WRC                                    |
| 2003  | Cédric Robert                                      | Gérald Bedon                                       | Peugeot 206 S1600                                  |
| 2004  | Stéphane Sarrazin                                  | Patrick Pivato                                     | Subaru Impreza WRC                                 |
| 2005  | Patrick Henry                                      | Magali Lombard                                     | Peugeot 206 WRC                                    |
| 2006  | Jérôme Grosset-Janin                               | Fabrice Gordon                                     | Peugeot 307 WRC                                    |
| 2007  | David Salanon                                      | Céline Combronde                                   | Peugeot 307 WRC                                    |
| 2008  | Alexandre Bengué                                   | Caroline Escudero                                  | Peugeot 307 WRC                                    |
| 2009  | Guillaume Canivenq                                 | Sébastien Grimal                                   | Peugeot 207 S2000                                  |
| 2010  | Cédric Robert                                      | Matthieu Duval                                     | Peugeot 307 WRC                                    |
| 2011  | Pierre Roché                                       | Martine Roché                                      | Peugeot 307 WRC                                    |
| 2012  | Jean-Marie Cuoq                                    | Marielle Grandemange                               | Ford Focus WRC                                     |
| 2013  | Jean-Marie Cuoq                                    | Jérôme Degout                                      | Citroën C4 WRC                                     |
| 2014  | Olivier Marty                                      | Thierry Salva                                      | Ford Focus WRC                                     |
| 2015  | Jean-Michel Da Cunha                               | Sébastien Durand                                   | Citroën C4 WRC                                     |
| 2016  | Olivier Marty                                      | Thierry Salva                                      | Ford Focus WRC                                     |
| 2017  | Yoann Bonato                                       | Benjamin Boulloud                                  | Citroën DS 3 R5                                    |
| 2018  | Quentin Gilbert                                    | Renaud Jamoul                                      | Skoda Fabia R5                                     |
| 2019  | Yohan Rossel                                       | Benoît Fulcrand                                    | Citroën C3 R5                                      |
| 2020  | Rallye non-organisé, dû à la pandémie de Covid-19. | Rallye non-organisé, dû à la pandémie de Covid-19. | Rallye non-organisé, dû à la pandémie de Covid-19. |
| 2021  | Éric Camilli                                       | Christopher Guieu                                  | Citroën C3 R5                                      |
| 2022  | Yoann Bonato                                       | Benjamin Boulloud                                  | Citroën C3 Rally2 (en)                             |
| 2023  | Éric Camilli                                       | Benjamin Veillas                                   | Citroën C3 Rally2                                  |
| 2024  | Éric Camilli                                       | Thibault de la Haye                                | Hyundai i20 N Rally2 (en)                          |